# Pietro Pistolese
Pietro Pistolese (Melfi, 7 gennaio 1912 – 6 maggio 1987) è stato un avvocato e politico italiano.